# خيرمان بيدرو إيبانيز
خيرمان بيدرو إيبانيز هو كاتب أغاني وملحن وعازف قيثارة كوبي، ولد في 11 أكتوبر 1928، وتوفي في 9 أغسطس 2007.

## روابط خارجية
- خيرمان بيدرو إيبانيز على موقع IMDb (الإنجليزية)
- خيرمان بيدرو إيبانيز على موقع ديسكوغز (الإنجليزية)